# Tetraponera nitida
Tetraponera nitida är en myrart som först beskrevs av Smith 1860.  Tetraponera nitida ingår i släktet Tetraponera och familjen myror. Inga underarter finns listade i Catalogue of Life.

## Bildgalleri

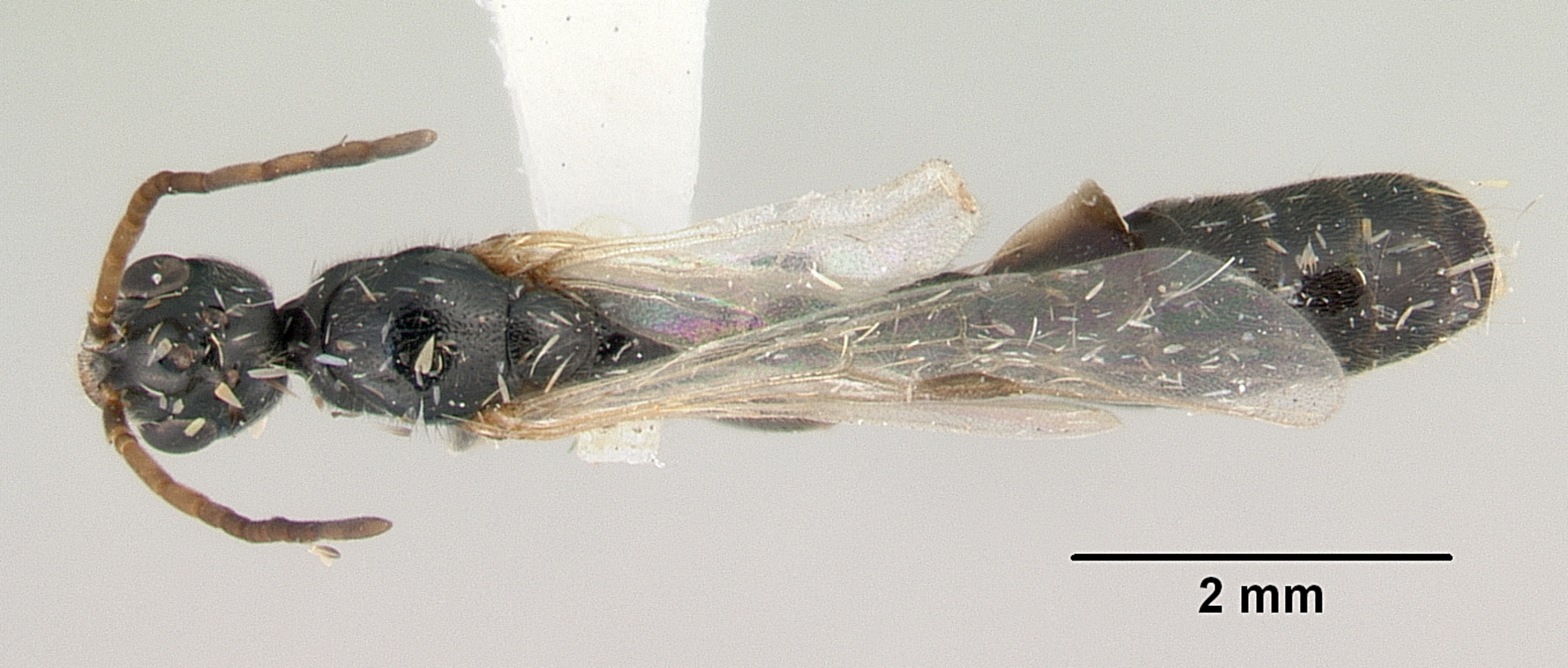
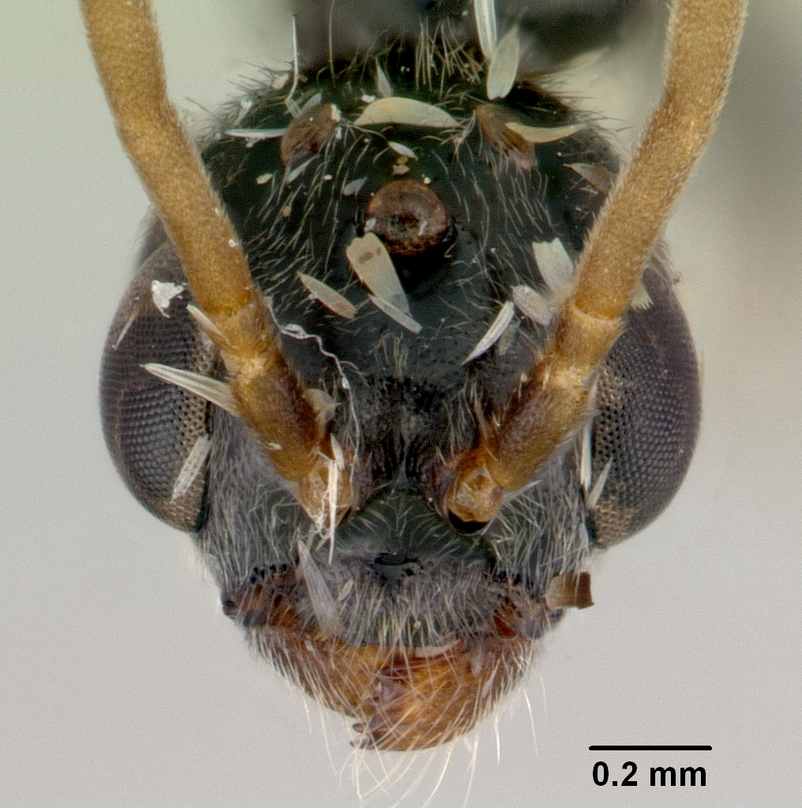
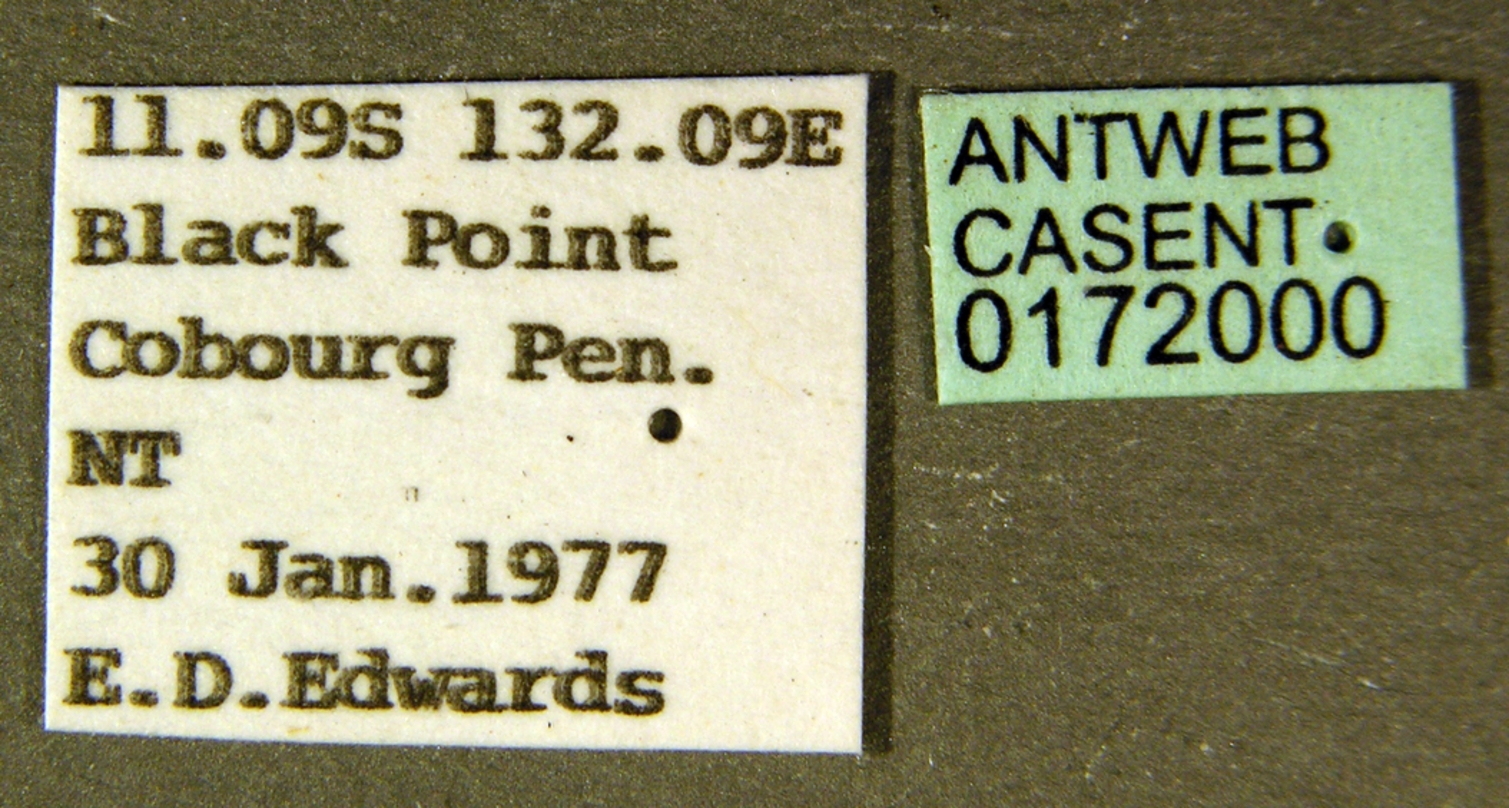
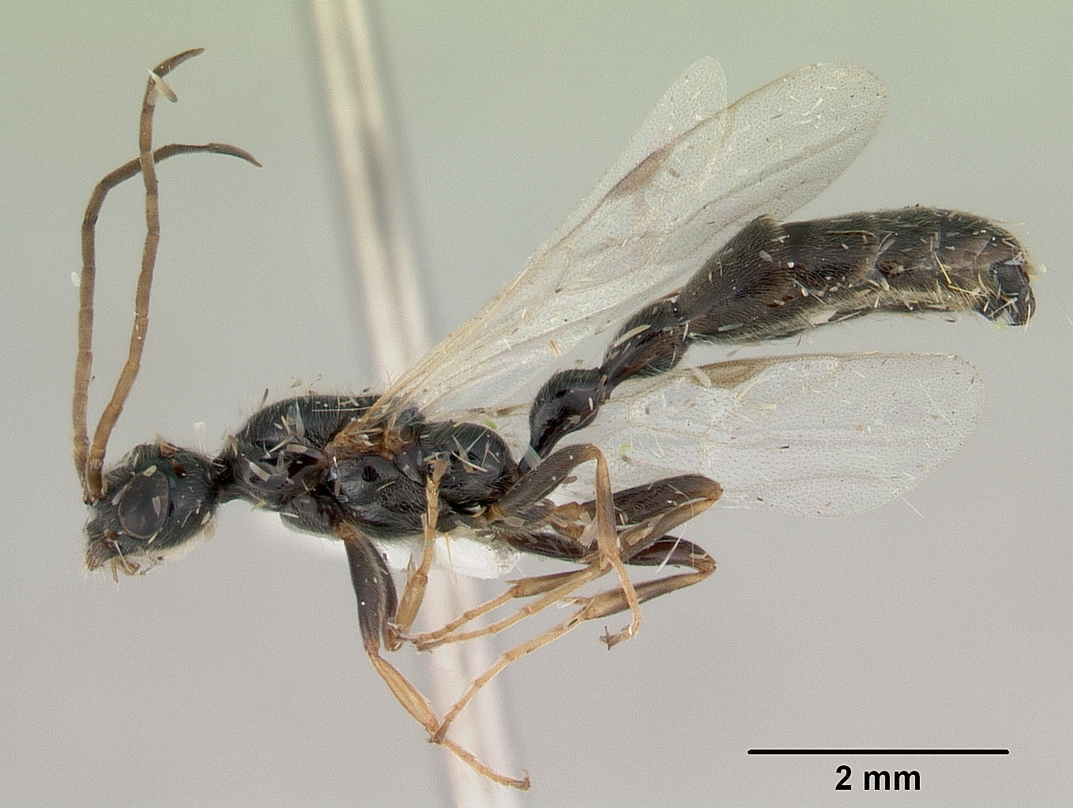
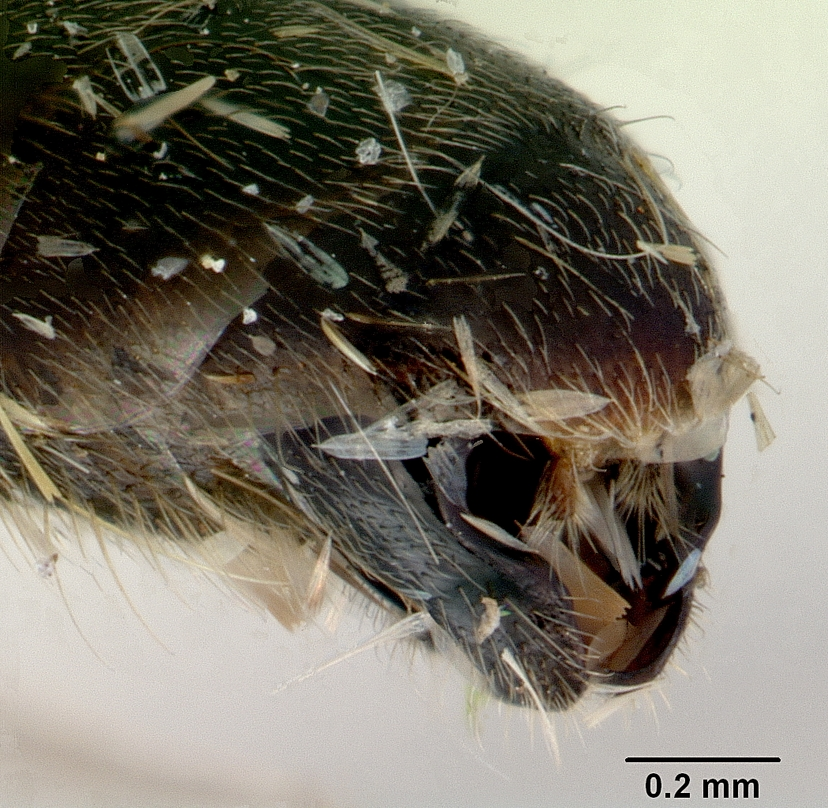
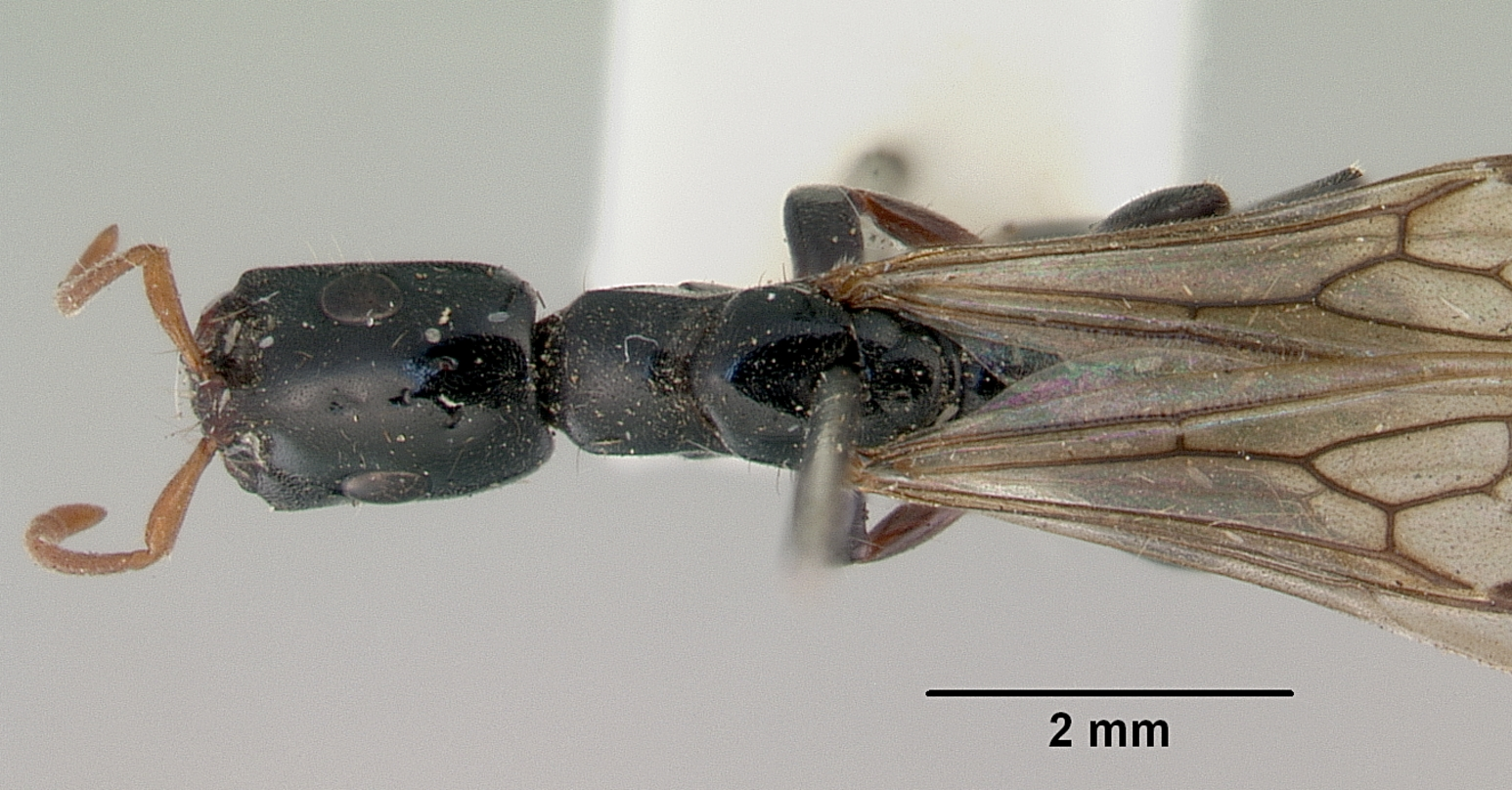